# دوره یازدهم مجلس نمایندگان افغانستان

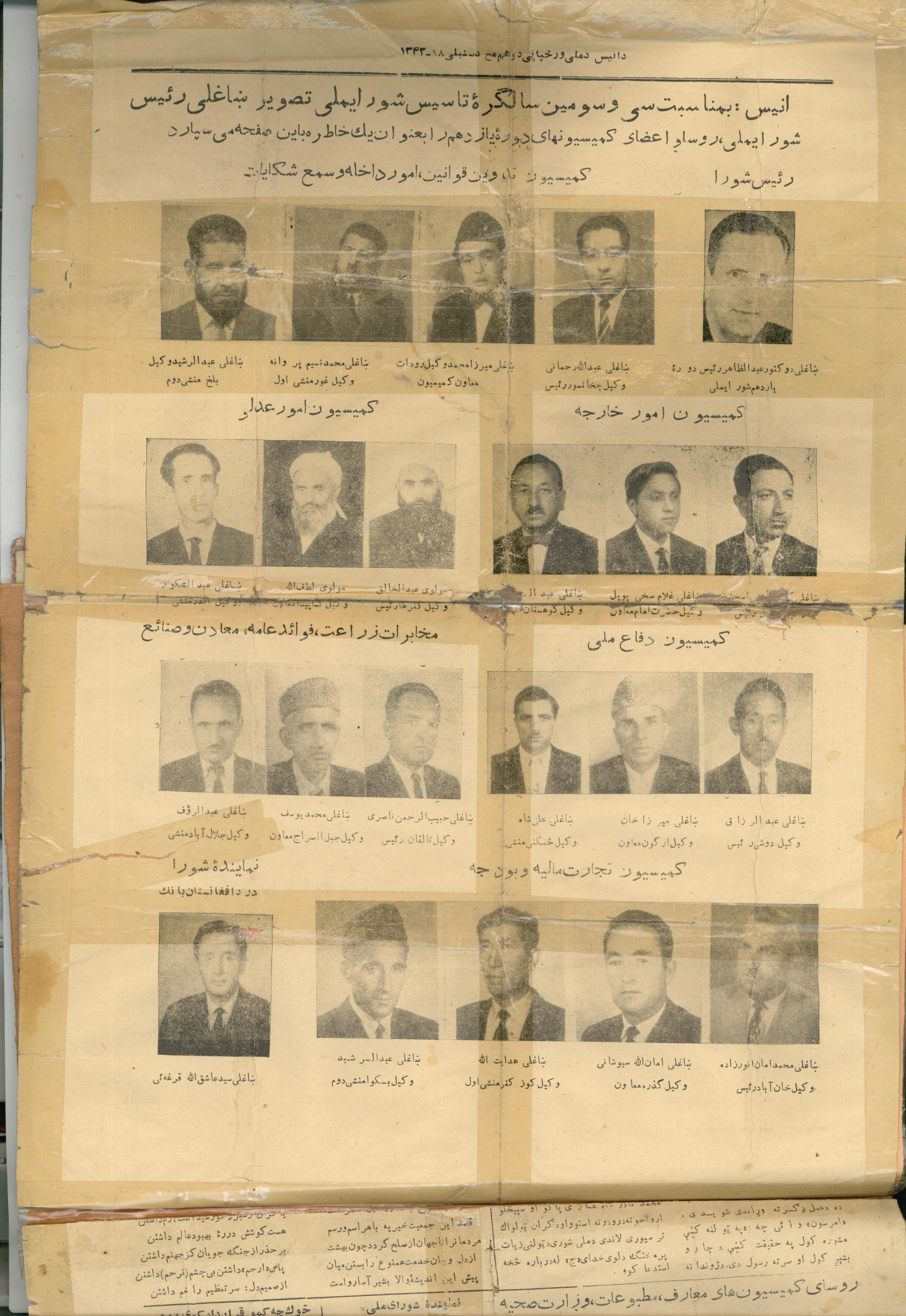

دوره یازدهم مجلس نمایندگان افغانستان در سال ۱۳۴۰ گشایش یافت و در سال ۱۳۴۳ این دوره مجلس به پایان رسید.

## اقدامات
تعیین و تشکیل کمیسیون‌های مجلس:
- کمیسیون  تدقیق قوانین، امور داخله و سمع شکایات
- عبدالله رحمانی؛ وکیل چخانسور رئیس
- میرزا محمد؛ وکیل رودات معاون
- محمد نسیم پروانه؛ وکیل غور منشی اول
- عبدالرشید؛ وکیل بلخ منشی دوم
- کمیسیون امور خارجه
- ...... اسحق وکیل ..... رئیس
- غلام سخی پوپل؛ وکیل حضرت امام معاون اول
- عبدال....؛ وکیل کوهستان منشی
- کمیسیون امور تجارت مالیه و بودجه
- محمد امان انورزاده؛ وکیل خان آباد رئیس
- امان الله سیوشانی؛ وکیل گذره معاون
- هدایت الله؛ وکیل کوز کنر منشی اول
- عبدالرشید؛ وکیل بکوا منشی دوم
- کمیسیون امور زراعت ، مخابرات، فواید عامه، معادن و صنایع
- حبیب الرحمن ناصری؛ وکیل تالقان رئیس
- محمد یوسف؛ وکیل جبل السراج معاون
- عبدالرئوف؛ وکیل جلال آباد منشی
- کمیسیون امور عدلی
- مولوی عبدالخالق؛ وکیل کنر ها رئیس
- مولوی لطف الله؛ وکیل کاپیسا معاون
- عبدالشکور؛ وکیل اندر منشی
- کمیسیون امور دفاع ملی
- عبدالرزاق؛ وکیل دوشی رئیس
- میرزاخان؛ وکیل ارگون معاون
- علی شاه؛ وکیل حمکنی منشی

### مصوبات
برخی از مصوبات تصویب شده در دوره یازدهم مجلس نمایندگان افغانستان:
- مسائل امور داخلی مجلس:
  - تصویب تعیین اوقات کار شورا و تعیین کمیسیون‌های هفتگانه.
  - تصویب راجع به اوقات کار کمیسیون‌ها.
  - تصویب راجع به وظایف داخلی شورا و انتخاب معاونین و منشی‌های شورای ملی
- مسائل مربوط به دولت:
  - تصویب راجع به اصولنامهٔ تقسیمات ملکی.
  - تصویب راجع به اصولنامهٔ مکلفیت عسکری.
  - تصویب راجع به اصولنامهٔ محاکمهٔ مأمورین ملکی.
- قراردادها و معاهدات:
  - تصویب موضوع معاهدهٔ منع و محدود ساختن آزمایش‌های ذروی.
  - تصویب راجع به مشورهٔ معاهدهٔ تجدید خط مرزی میان حکومت افغانستان و چین.

## هیئت اداری
در این دوره مجلس نمایندگان اعضای هیئت رئیسه را انتخاب کردند.
رئیس: دکتر عبدالظاهر نماینده لغمان
معاون اول: محمد اسماعیل علم نماینده مرکز کابل - در سال ۱۳۴۲ ولی محمد رحیمی به عنوان معین اول انتخاب شد.
معاون دوم: ولی محمد رحیمی نماینده آقچه
منشی اول: محمد رحیم شیدا نماینده مرکز میمنه - در سال ۱۳۴۲ غلام غوث سلیم عالمی به عنوان منشی اول انتخاب شد.
منشی دوم: میرزا گل محمد نماینده مردم خاص کنر